# 伊朗—沙特阿拉伯代理人冲突
伊朗—沙特阿拉伯代理人冲突是指伊朗和沙特阿拉伯为争夺中东和穆斯林世界的影响力而展开的代理人戰爭。 两国都介入叙利亚内战、也门内战 ，以及巴林、 黎巴嫩、 卡塔尔和伊拉克 國內的争端。伊朗将自己视为什叶派國家領袖，而沙特阿拉伯则将自己视为遜尼派國家領袖。
截至2023年3月10日，由于中沙伊斡旋谈判，伊朗和沙特阿拉伯之间的外交关系已经恢复。